# Vasilij Smyslov
Vasilij Vasiljevitj Smyslov, (russisk: Василий Васильевич Смыслов , 24. marts 1921 i Moskva – 27. marts 2010 i Moskva) var den syvende verdensmester i skak 1957- 1958, sovjetisk mester i 1949, international stormester 1950, international dommer i skakkomposition 1957, skakteoretiker.